# Мегиллат Таанит
«Мегиллат Таанит» («Свиток Поста») — иудейская хроника с перечислением 35 дней, известных в еврейской истории либо блестящими подвигами евреев, либо пережитыми радостными событиями, которые поэтому празднуются. Во все эти дни запрещены всякие посты, а траур запрещён в четырнадцати из них.
В большинстве изданий свиток этот распадается на две части, отличающиеся друг от друга по форме и языку.
- Первая часть — текст «Мегиллат Таанит» в узком смысле этого слова — написана по-арамейски в виде кратких набросков, отличающихся крайне сжатым стилем.
- Вторая часть «Мегиллат Таанит»— не более, как толкование к этому тексту, написана по-еврейски[1].

Свиток заключает в себе 12 глав соответственно месяцам года, и в таком же порядке даны и праздники, начиная с месяца нисана и кончая адаром.
Все события, давшие повод к праздникам, в «Мегиллат Таанит» относятся к эпохам: домаккавейской (до 166 года до н. э.), хасмонейской (140—37 годы до н. э.), римской (6-135 годы) и отчасти ко времени после разрушения второго храма (70 год). Только некоторых дней в этом списке нельзя приурочить к вполне определённой эпохе.
Все эти праздники и полупраздники соблюдались народом, конечно, задолго до появления «Мегиллат Таанит». Составителям хроники оставалось только перечислить эти праздники.